# Sistema Universitario de Alaska

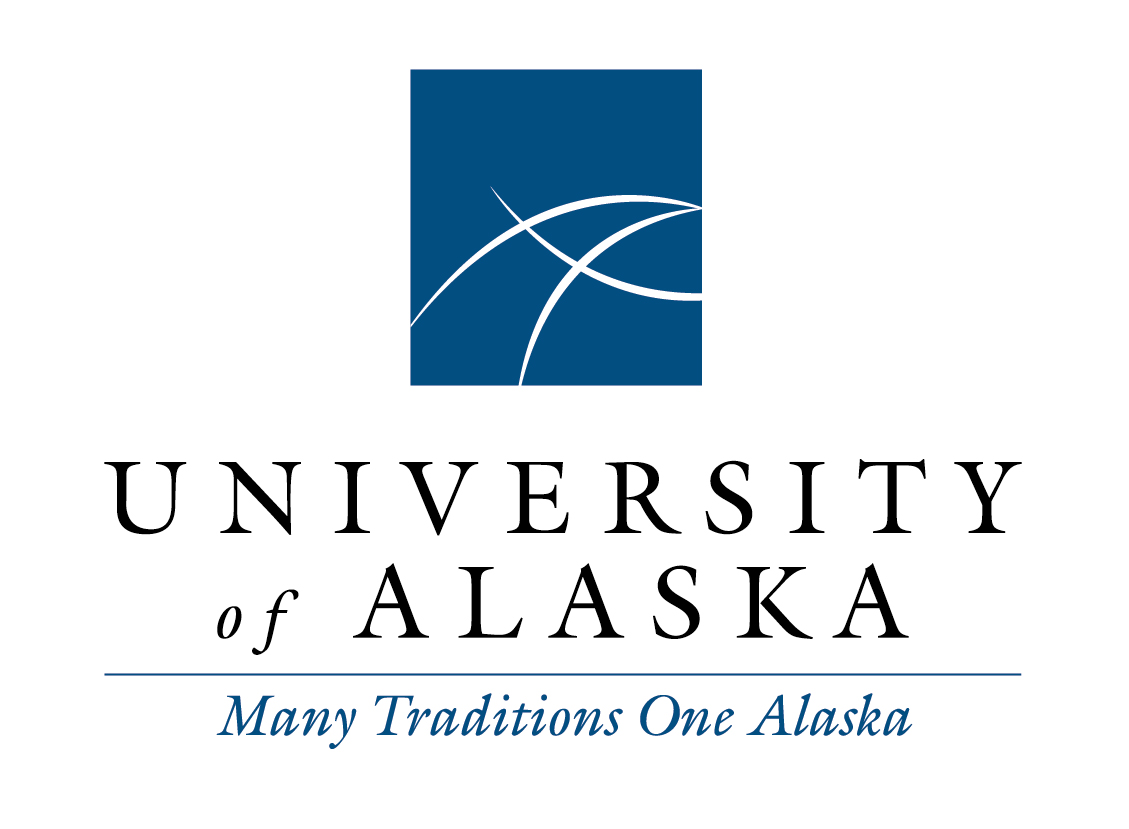
Logotipo de la Universidad de Alaska

El Sistema de la Universidad de Alaska (del inglés: University of Alaska System) tiene sus orígenes en la Universidad de Alaska, fundada en 1917 en Fairbanks.
Actualmente comprende las siguientes instituciones:
- Universidad de Alaska Fairbanks
- Universidad de Alaska Anchorage
- Universidad de Alaska Sudeste